# Amlai
Amlai é uma vila no distrito de Shahdol  , no estado indiano de Madhya Pradesh.

## Demografia
Segundo o censo de 2001, Amlai tinha uma população de 30 292 habitantes. Os indivíduos do sexo masculino constituem 53% da população e os do sexo feminino 47%. Amlai tem uma taxa de literacia de 65%, superior à média nacional de 59,5%; com 61% para o sexo masculino e 39% para o sexo feminino. 15% da população está abaixo dos 6 anos de idade.